# 作手藩
作手藩（つくではん）は、三河国（現在の愛知県新城市作手地区）に江戸時代初期に存在した藩。居城は亀山城。

## 藩史
奥平信昌と徳川家康の長女・亀姫との間に生まれた四男の松平忠明は、外祖父・家康の養子となって松平姓を名乗ることを許され、兄である松平家治の遺領、上野国長根に7,000石を領していた。関ヶ原の戦いの戦勝に伴い、慶長7年（1602年）には1万石加増の1万7,000石で作手に入り、三河作手藩を立藩した。
忠明は、菩提寺・甘泉寺を庇護する一方で、藩政の基礎を固めるべく早くから検地を実施し、さらに家臣団編成に努めている。しかし慶長15年（1610年）、伊勢亀山藩に移封されたため作手藩は廃藩となる一方、所領は忠明が慶長19年に大坂藩へ転封して天領となるまでは、そのまま忠明のものであった。

## 歴代藩主
松平（奥平）家
譜代。1万7000石。
1. 松平忠明（ただあきら）